# Canon EOS 60D
Canon EOS 60D – półprofesjonalna lustrzanka cyfrowa, produkowana przez japońską firmę Canon będąca następczynią Canon EOS 50D. Pochodzi z serii EOS. Jej premiera miała miejsce 26 sierpnia 2010. Posiada matrycę CMOS o rozdzielczości 18 megapikseli. Obsługuje obiektywy typu EF oraz EF-S i tak jak poprzednik wykorzystuje matrycę typu APS-C.

## Opis aparatu
Lustrzanka jednoobiektywowa Canon EOS 60D przypomina wyglądem aparat Canon EOS 50D, posiada jednak uchylny wyświetlacz pokryty warstwami hydrofobową i przeciwodblaskową, pozwalający na dostosowanie kąta oglądu do wymaganego poziomu. To trzycalowa (7,7 cm) matryca panoramiczna o rozdzielczości 1040 tys. pikseli i proporcjach 3:2.
Korpus aparatu współpracuje z większością obiektywów serii EF i EF-S. Aparat został wyposażony w matrycę formatu APS-C o rozdzielczości 18 megapikseli, pracującą w zakresie czułości od ISO 100 do 6400 z możliwością rozszerzenia do 12800. Canon EOS 60D wyposażony jest także w procesor obrazu DIGIC 4, co umożliwia wykonywanie zdjęć seryjnych z prędkością 5,3 kl/s w serii 58 fotografii zapisywanych w formacie JPEG.
Aparat posiada 9-punktowy autofokus z krzyżowymi czujnikami, umożliwia także nagrywanie filmów w jakości full HD.

## Kluczowe cechy aparatu
- matryca 18 Mpix, CMOS, APS-C;
- odchylany ekran LCD 3 cale, 3:2, 1040 tys. pikseli;
- filmy Full HD z pełną manualną kontrolą;
- procesor obrazu DIGIC 4;
- czułość ISO 100-6400 oraz dodatkowo ISO 12800;
- prędkość robienia zdjęć 5,3 kl./s;
- 9-polowy układ AF;
- system pomiaru iFCL, 63-polowy;
- sterowanie zdalne lampami Speedlite;
- obróbka plików RAW w aparacie[5].